# Syreanhydrid
Et syreanhydrid er en organisk forbindelse hvor to acylgrupper er bundet til det samme oxygenatom. Syreanhydrid dannes ved at to syrer bindes sammen under fraspaltning af vand. Acylgrupperne kan være afledt af alle oxosyrer, men er oftest afledt fra carboxylsyrer. Symmetriske syreanhydrider afledt fra carboxylsyrer navgives ved at tilføje anhydrid til den afledte carboxylsyrers endelse. Fx navngives anhydridet af eddikesyre, (CH3CO)2O (ofte forkortet Ac2O), som eddikesyreanhydrid.
Syreanhydrider svarer til estere men med alkoholen skiftet ud med en syre. Syreanhydridbindinger er typisk mindre termodynamisk favorable end esterbindinger.